# Duke Dinsmore
Duke Dinsmore, ameriški dirkač Formule 1, * 10. april 1913, Williamstown, Zahodna Virginija, ZDA, † 12. oktober 1985, Fort Lauderdale, Florida, ZDA.

## Življenjepis
Dinsmore je pokojni ameriški dirkač, ki je med letoma 1946 in 1956 sodeloval na ameriški dirki Indianapolis 500, ki je med letoma 1950 in 1960 štela tudi za prvenstvo Formule 1. Najboljši rezultat je dosegel na dirki leta 1953, ko je skupaj z Rodgerjem Wardom in Andyjem Lindnom zasedel šestnajsto mesto. Umrl je leta 1985.